# Vads socken
Vads socken i Västergötland ingick i Vadsbo härad, ingår sedan 1971 i Skövde kommun och motsvarar från 2016 Vads distrikt.
Socknens areal är 10,85 kvadratkilometer varav 10,46 land. År 2000 fanns här 625 invånare.  En del av tätorten Tidan med sockenkyrkan Vads kyrka ligger i socknen.

## Administrativ historik
Socknen har medeltida ursprung.
Vid kommunreformen 1862 övergick socknens ansvar för de kyrkliga frågorna till Vads församling och för de borgerliga frågorna bildades Vads landskommun. Landskommunen uppgick 1952 i Tidans landskommun som 1971 uppgick i Skövde kommun. Församlingen uppgick 2002 i Götlunda församling.
1 januari 2016 inrättades distriktet Vad, med samma omfattning som församlingen hade 1999/2000.
Socknen har tillhört län, fögderier, tingslag och domsagor enligt vad som beskrivs i artikeln Vadsbo härad. De indelta soldaterna tillhörde Skaraborgs regemente, Södra Vadsbo kompani och Livregementets husarer, Vadsbo skvadron, Vadsbo kompani.

## Geografi
Vads socken ligger sydost om Mariestad kring Tidan. Socknen är en odlad slättbygd med sankmarker i väster nära sjön Östen.

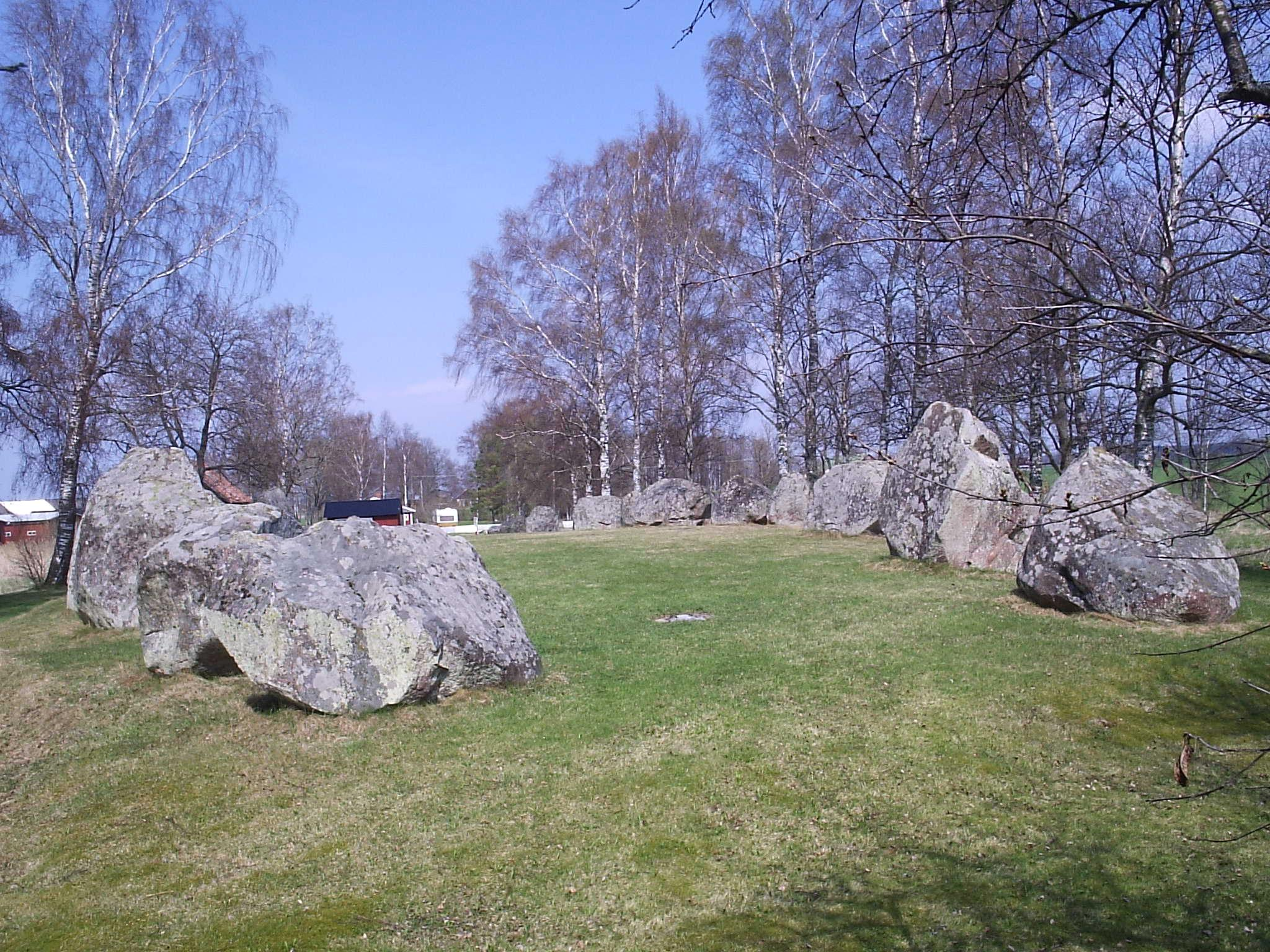
Askeberga skeppssättning

## Fornlämningar
Från järnåldern finns gravar, stensättningar och domarringar samt Askeberga skeppssättning.

## Namnet
Namnet skrevs 1302 Wad och kommer från kyrkbyn och innehåller vad, 'vadställe' syftande på en övergång av Tidan.